# Procopius Anthemius
Procopius Anthemius war ein  spätantiker oströmischer Politiker des frühen 6. Jahrhunderts.
Anthemius war ein Sohn des weströmischen Kaisers Anthemius und der Aelia Marcia Euphemia, der Tochter des oströmischen Kaisers Markian. Im Jahr 479 beteiligte sich Anthemius zusammen mit seinem Bruder Marcianus und einem gewissen Busalbus an einer Revolte gegen den oströmischen Kaiser Zenon. Die Rebellion, angeführt von Marcianus, scheiterte, und Anthemius floh zu Theoderich Strabo in Thrakien, der ihn nicht an Zenon auslieferte. Später soll er nach Rom geflüchtet sein.
Unter Kaiser Anastasios I. (491–518) kehrte Anthemius nach Konstantinopel zurück. Kaiserin Ariadne setzte sich dafür ein, ihn zum Prätorianerpräfekten zu ernennen, doch Anastasios lehnte dies ab, da er Anthemius für nicht ausreichend gebildet hielt. Im Jahr 515 wurde Anthemius Konsul.